# Rean no tsubasa
Rean no tsubasa (リーンの翼?, Rīn no tsubasa) è una serie di light novel realizzata da Yoshiyuki Tomino e pubblicata dal 1983 al 1986, successivamente adattata in una serie di sei ONA, trasmesso sul canale online della Bandai a partire dal 12 dicembre 2005 al 18 agosto 2006. Si tratta di una versione alternativa di Seisenshi Dunbine, ed è ambientato nel Giappone moderno. Sia il romanzo che l'anime sono inediti in italiano.

## Trama
A causa di un accidentale incidente con un razzo all'interno di un campo dell'esercito americano, Asap Suzuki è ricercato dall'esercito e dalla polizia. Mentre Suzuki è in fuga, improvvisamente la superficie del mare si innalza, mentre da una fortissima luce appare quella che sembra una corazzata spaziale voltante. Dopo essere svenuto, Suzuki riprende conoscenza all'interno dell'astronave, dove una ragazza di nome Luxe Sakomizu chiede l'aiuto del giovane.

## Episodi
| Nº | Giapponese 「Kanji」 - Rōmaji                   | In onda          | In onda |
| Nº | Giapponese 「Kanji」 - Rōmaji                   | Giapponese       |         |
| 1  | 「招かれざるもの」 - Manekazaru mono            | 16 dicembre 2005 |         |
| 2  | 「ホウジョウの王」 - Hōjō no ō                  | 21 aprile 2006   |         |
| 3  | 「地上人のオーラ力」 - Chijōbito no ōra chikara | 19 maggio 2006   |         |
| 4  | 「王の奸計」 - Ō no kankei                      | 16 giugno 2006   |         |
| 5  | 「東京湾」 - Tōkyōwan                           | 21 luglio 2006   |         |
| 6  | 「桜花嵐」 - Ōka arashi                         | 18 agosto 2006   |         |

## Colonna sonora
Sigla di chiusura
- MY FATE cantata da ANNA